# BBC Live & In-Session
A BBC Live & In-Session album a brit Motörhead együttes 2005-ben megjelent válogatásalbuma, mely a BBC rádióban elhangzott koncert- és stúdiófelvételeiket tartalmazza.

## Története
A Sanctuary kiadó 2005-ben sorozatban jelentette meg a Motörhead korábbi albumainak remaszterizált és bónuszdallal ellátott kiadásait. Ennek részeként állították össze ezt a válogatást a gyűjtők számára. A dupla album négy egységből áll.
- Az 1978-as rádiófelvétel a John Peel vezette híres Peel Session egyik adásában hangzott el. A műsorban szereplő felvételeket jellemzően egy nap alatt játszották fel a zenekarok a BBC-nél, így az eredmény félúton volt egy demó és egy élő felvétel között.
- Az 1979-es koncertfelvételt annak idején élőben közvetítette a BBC In-Concert című műsora a londoni Paris Theaterből.
- Az 1981-es rádiófelvétel a Peel Session-hez hasonlóan készült, de ezúttal a David Jensen Showban került adásba. Többségében a klasszikus Ace of Spades album dalait játsszák.
- Az 1986-os koncertfelvétel a Monsters of Rock fesztiválon készült és a Friday Rock Show keretein belül hangzott el. A teljes koncert később a Rock 'n' Roll album 2006-os újrakiadásának bónuszaként jelent meg.
- A ráadásban pedig Lemmy elszavalja az Orgasmatron dal szövegét.

## Az album dalai

### Első CD
John Peel In-Session, 1978. szeptember 25.
1. Keep Us on the Road – 5:18
2. Louie Louie – 2:44
3. I'll Be Your Sister – 3:14
4. Tear Ya Down – 2:38

In-Concert – Live from Paris Theatre, London, 1979. május 16.
1. Stay Clean [Live] – 3:14
2. No Class [Live] – 2:46
3. White Line Fever [Live] – 2:38
4. I'll Be Your Sister [Live] – 3:28
5. Too Late, Too Late [Live] – 3:27
6. (I Won't) Pay Your Price [Live] – 3:16
7. Capricorn [Live] – 4:14
8. Limb from Limb [Live] – 5:28

### Második CD
David Jensen Show, 1981. október 6.
1. Fast and Loose – 4:19
2. Live to Win – 3:34
3. White Line Fever – 2:22
4. Like a Nightmare – 4:11
5. Bite the Bullet/The Chase Is Better Than the Catch – 6:06

Friday Rock Show, 1986. augusztus 16.
1. Killed by Death [Live] – 5:23
2. Orgasmatron [Live] – 5:06
3. Doctor Rock [Live] – 3:25
4. Deaf Forever [Live] – 4:19
5. Orgasmatron [Spoken Word] – 1:30

## Közreműködők
1978-1981
- Ian 'Lemmy' Kilmister – basszusgitár, ének
- 'Fast' Eddie Clark – gitár, ének
- Phil 'Philthy Animal' Taylor – dobok

1986
- Ian 'Lemmy' Kilmister – basszusgitár, ének
- Phil Campbell – gitár
- Mike 'Würzel' Burston – gitár
- Pete Gill – dobok